# Valle Morobbia

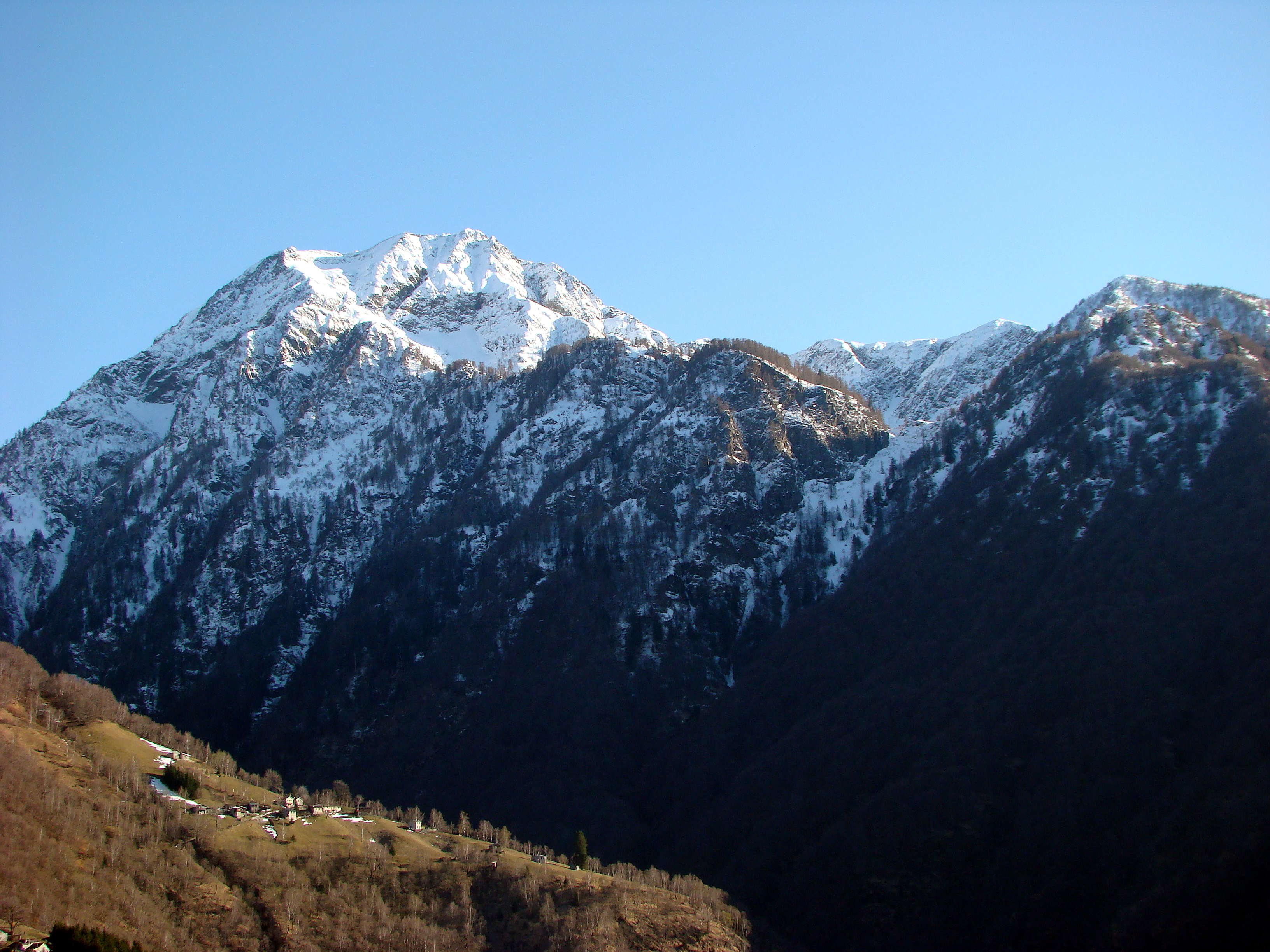
Val Morobbia mit Camoghè im Hintergrund

Das Morobbiatal (italienisch Valle Morobbia) ist ein Seitental zur Magadinoebene, das sich vom San-Jorio-Pass bis nach Giubiasco erstreckt. Die beiden ehemaligen Gemeinden Pianezzo und Sant’Antonio TI (mit der Fraktion Carena) im Morobbiatal gehören seit 2017 zur Gemeinde Bellinzona.

## Geografie
Im Talboden fliesst die Morobbia, die bei Giubiasco in den Ticino mündet. Etwa auf Höhe von Melirolo fliesst sie in den Stausee Lago di Carmena, in den auch der Bach Melirolo mündet. Die Staumauer liegt kurz vor Carmena. Talseitig von der Staumauer nimmt sie von links die Valmaggina auf und fliesst am Dorf Vellano vorbei.
Das Klima im unteren Teil ist eher mild mit Kastanienbäumen, weiter oben im Tal eher alpin. Zur Geschichte des wilden Tales gehören auch immer wieder kleine Bergstürze vom Camoghè.

## Bevölkerung
Im 20. Jahrhundert ging die Bevölkerung im oberen Teil des Tales ständig zurück, währenddem zahlreiche Zweitwohnungen erstellt wurden. Der Grossteil der Erwerbstätigen arbeitet in der Agglomeration Bellinzona.

## Unternehmungen
1464 begann die Familie Muggiasca mit dem Abbau eisenhaltiger Mineralien aus den Minen von Carena. Seit 1903 ist das Kraftwerk Morobbia in Betrieb. Es nutzt die Wasserkraft des Morobbia und versorgt Bellinzona mit Strom. 